# Otucha adminiculata
Otucha adminiculata là một loài bướm đêm trong họ Geometridae.